# Ecleora nana
Ecleora nana là một loài bướm đêm trong họ Geometridae.